# Tatra banka
Tatra banka, a.s. – założony w 1990 roku słowacki bank z siedzibą w Bratysławie. Jest trzecim co do wielkości bankiem na Słowacji.
Stanowi spółkę zależną Raiffeisen International Bank-Holding AG.